# Hyperamminita
Hyperamminita es un género de foraminífero bentónico de la subfamilia Saccammininae, de la familia Saccamminidae, de la superfamilia Saccamminoidea, del suborden Saccamminina y del orden Astrorhizida. Su especie tipo es Hyperammina? rudis. Su rango cronoestratigráfico abarca el Pérmico.

## Discusión
Clasificaciones previas incluían Hyperamminita en la superfamilia Astrorhizoidea, así como en el suborden Textulariina del orden Textulariida.

## Clasificación
Hyperamminita incluye a la siguiente especie:
- Hyperamminita rudis †